# Buikslotermeerplein
Het Buikslotermeerplein is een straat, plein en gebied in de wijk Buikslotermeer in de Buikslotermeerpolder in Amsterdam (Noord).
Het merendeel wordt in beslag genomen door een winkelcentrum, tegenwoordig genaamd Boven 't Y, het grootste in het stadsdeel. Tussen het winkelcentrum en de voormalige Buikslotermeerpleinbrug in de hier verdwenen   Waddenweg is er dagelijks, behalve op zondag, een markt. Verder is er aan de westkant het stadsdeelkantoor van Amsterdam-Noord. 
Aan de noordzijde loopt de IJdoornlaan langs het Buikslotermeerplein. Aan de oostkant ligt het Olof Palmeplein, dat een uitbreiding van het winkelcentrum omvat. Oorspronkelijk liep de Werengouw vanaf de Th. Weeversweg westelijk door. Bij een raadsbesluit van 27 oktober 1971 werd dit gedeelte van de Werengouw gevoegd bij het Buikslotermeerplein.
Ten westen van het Buikslotermeerplein ligt de Nieuwe Leeuwarderweg met in de middenberm het metrostation Noord. Oorspronkelijk zou het metrostation de naam Buikslotermeerplein krijgen, maar in 2012 werd de naam veranderd in Noord. Op 22 juli 2018 werd het station van metrolijn 52 in gebruik genomen en vrijwel alle buslijnen werden verplaatst van het centraler gelegen Waddenwegviaduct naar het nieuwe busstation bij het metrostation.
Als gevolg van de komst van de metro en de groei van de stad worden in het Centrum Amsterdam Noord (CAN), waar het Buikslotermeerplein deel van uit maakt, extra winkels, woningen en andere voorzieningen bijgebouwd. Het winkelcentrum moet zo beter verbonden worden met het het centrumgebied rondom het metrostation. In 2019 is als onderdeel hiervan een bioscoopcomplex geopend. Voor de uitvoering van het plan is in 2020 het Waddenwegviaduct gesloopt en zal de grote parkeerplaats tussen beide gebieden op termijn verdwijnen. Plannen voor de renovatie van het winkelcentrum zijn al meerdere keren vertraagd.

## Historie
Het winkelcentrum werd ontworpen door Rein Fledderus. De eerste paal van het winkelcentrum werd op 2 juni 1967 geslagen door wethouder Roel de Wit; het plein opende officieel op 17 september 1970 na enige vertraging vanwege schaarste aan betonijzer. J.P. van Eesteren leverde op de openingsdag 49 winkels. In 1973 ging de markt op het plein van start en haalde destijds het nieuws als 'de tweede markt in Amsterdam-Noord' na Mosplein'.
De aanvankelijk geïsoleerde ligging van het plein was de oorzaak van een grote reeks inbraken in de jaren '70 waarbij 'wekelijks tienduizenden guldens' aan materialen werden gestolen in de winkels van het plein. Deze trend hield decennialang stand en gaf Buikslotermeerplein een reputatie van onveiligheid en vandalisme.

## Galerij

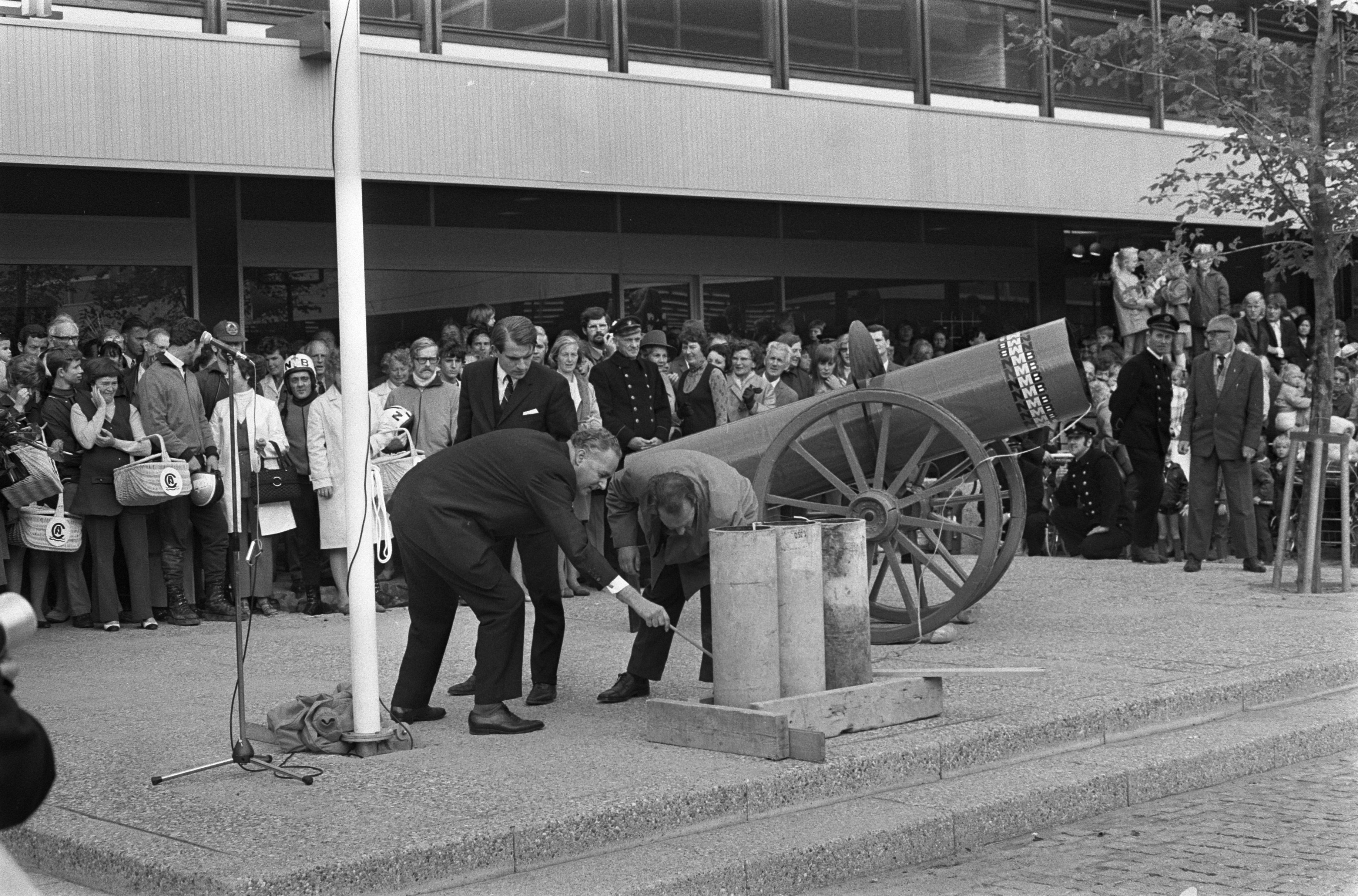
Openingshandeling voor het winkelcentrum door voormalig wethouder Hamm
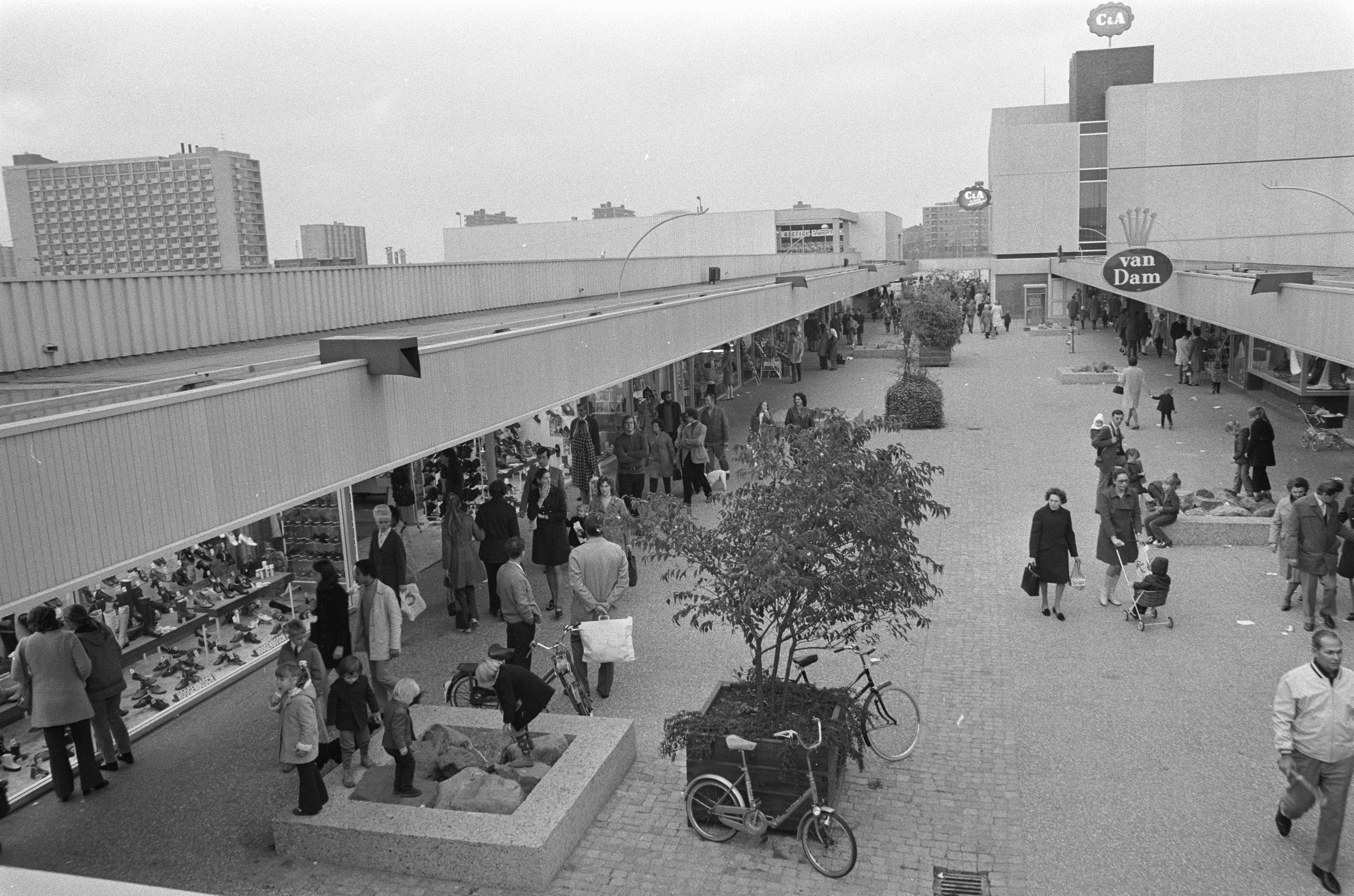
Het winkelcentrum in de jaren 70
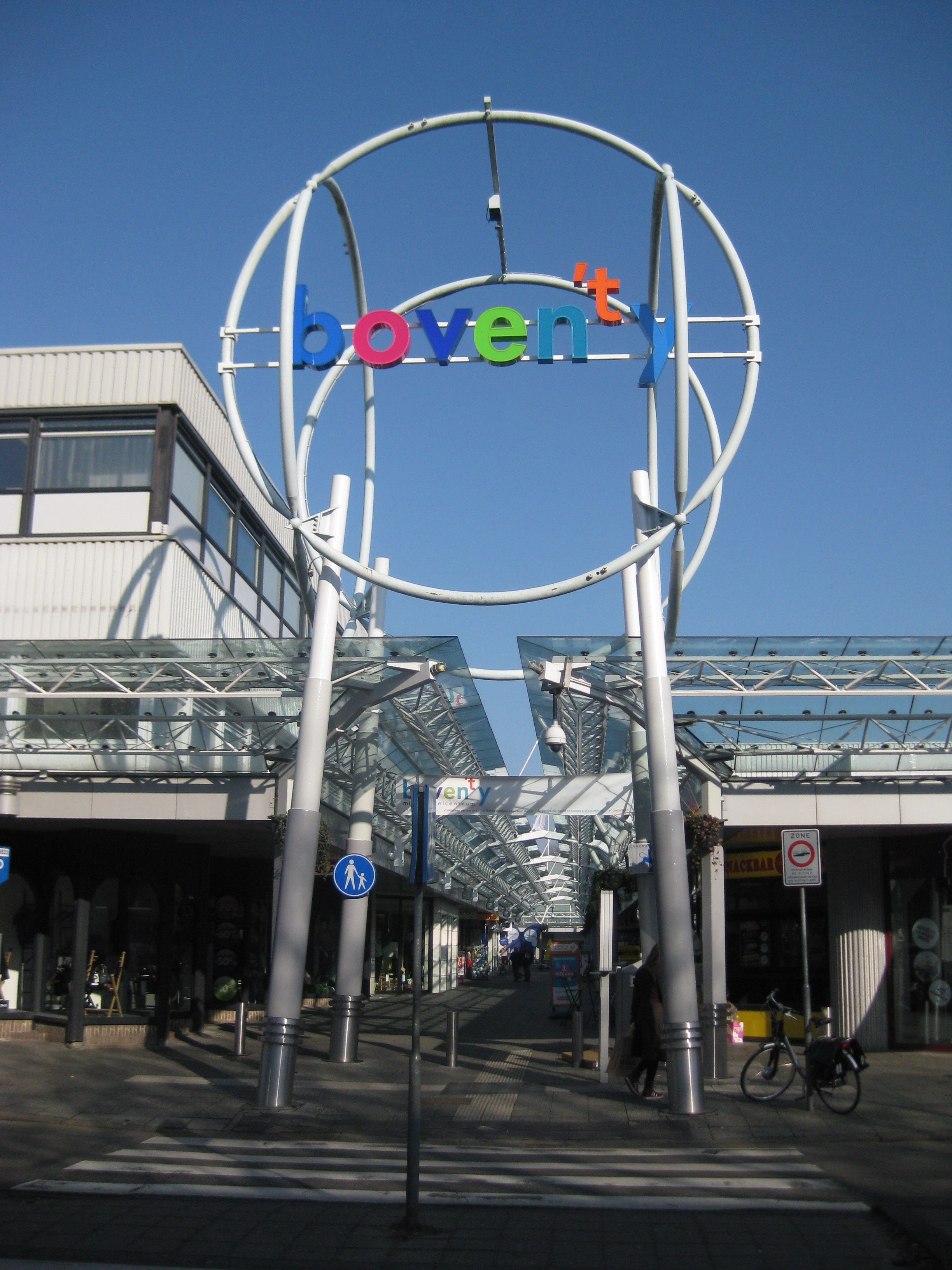
Ingang van Winkelcentrum Boven 't Y
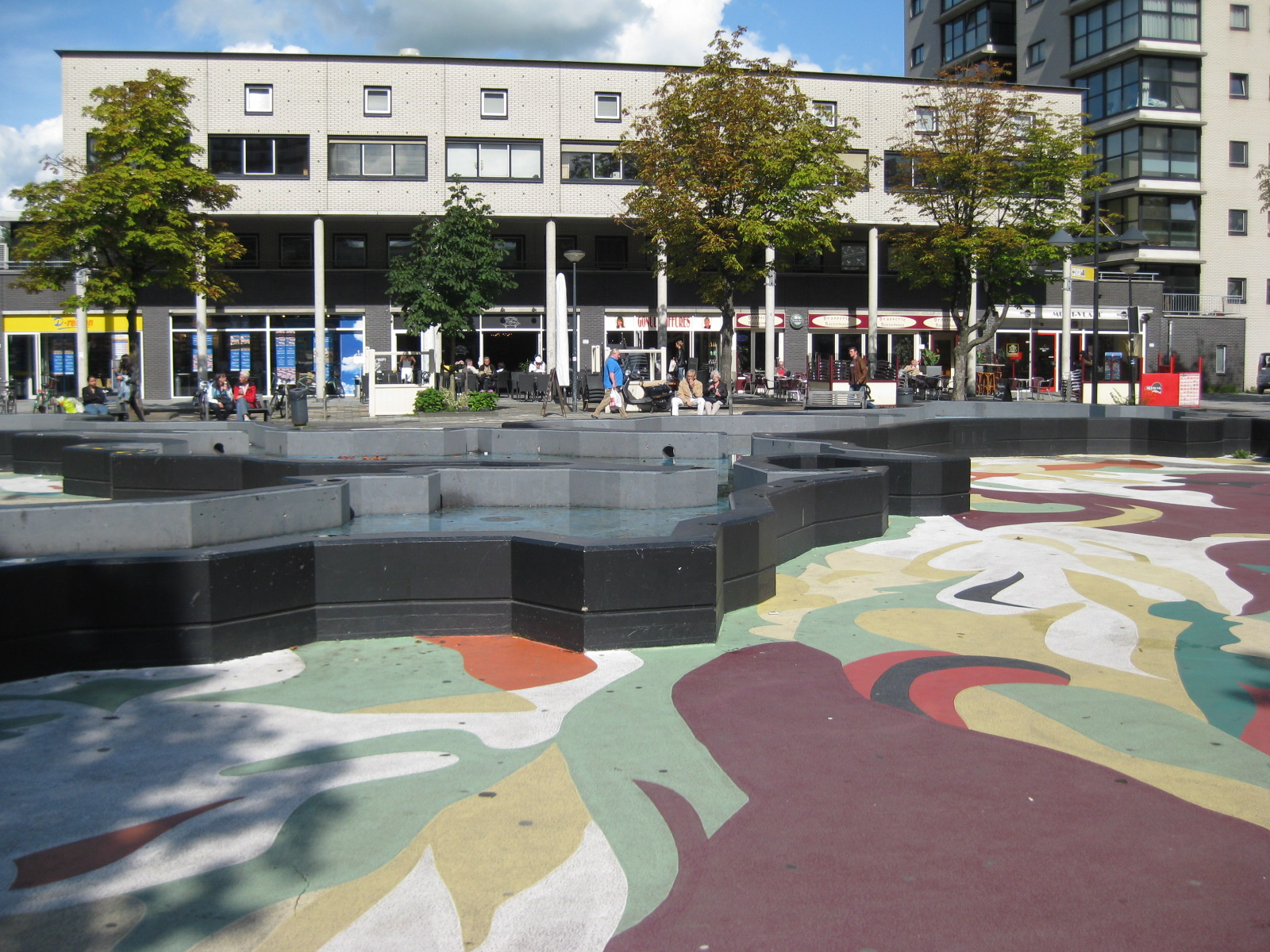
Kunstplein van Barbara Broekman
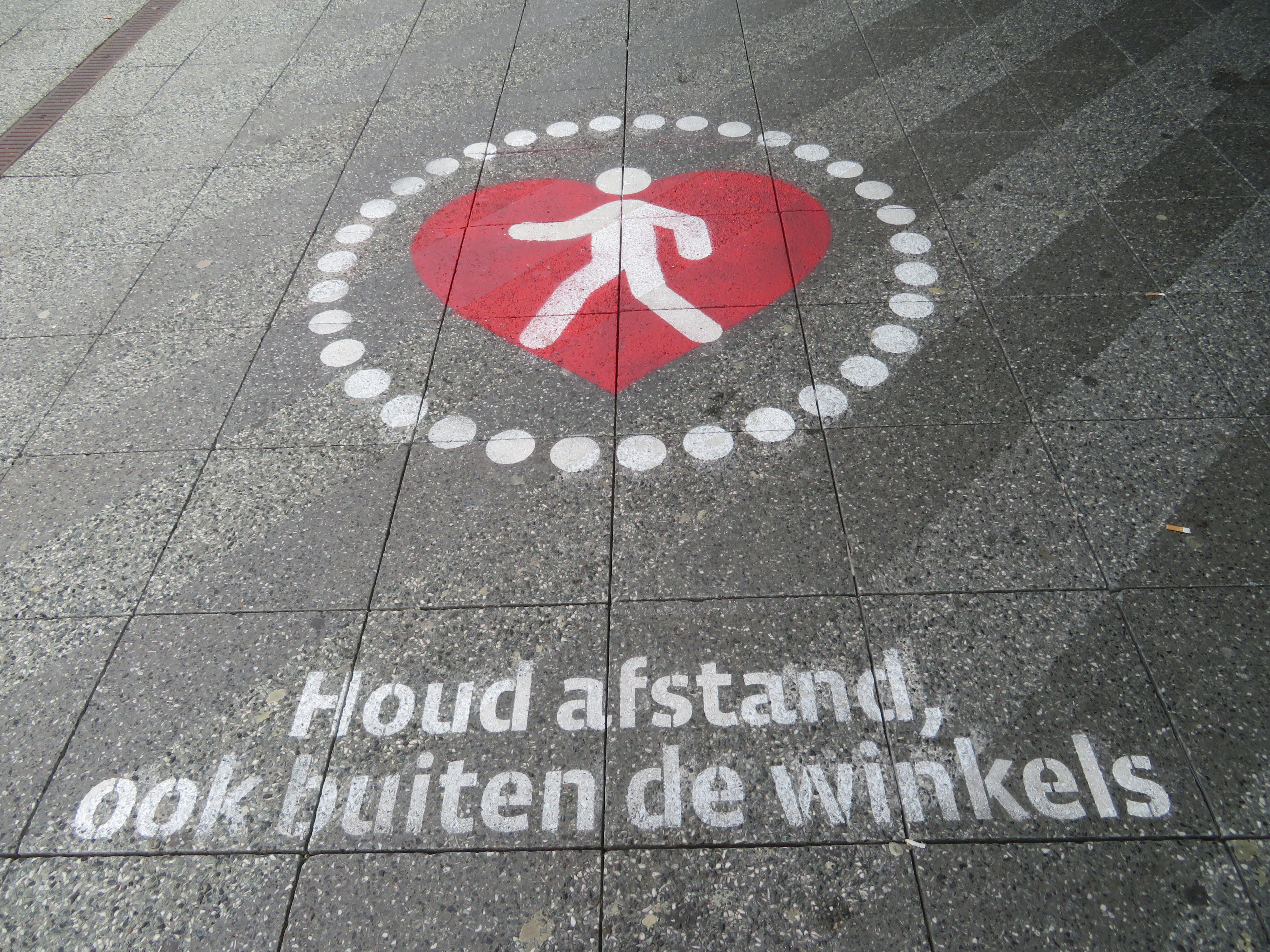
regels gedurende de Coronapandemie in Nederland